# Ángel Liciardi
Ángel Luis Liciardi Pasculi, ou simplement Ángel Liciardi, né le 2 mars 1946 à Armstrong en Argentine, est un footballeur international équatorien d'origine argentine au poste d'attaquant.
Il compte 9 sélections pour 7 buts en équipe nationale entre 1976 et 1977. 

## Biographie

### Carrière de joueur
Ángel Liciardi commence sa carrière en 1968, il fait ses débuts en Primera División à Belgrano de Córdoba. En 1970, il rejoint l'Emelec en Équateur. 
En 1972, il signe au Deportivo Cuenca et il a vécu le meilleur moment de sa carrière. Citoyen équatorien en 1973. Avec le Deportivo il n'a pas gagné de titre mais il termine quatre fois le meilleur buteur du championnat d'Équateur en 1972, 1974, 1975 et 1976 (24, 19, 36 et 35 buts) . 
En 1975, il a fait le record de nombre de buts en une saison dans le football équatorien avec 36 buts marquer, jusqu'à ce qu'il a été battu par Iván Kaviedes en 1998. En 1977, le Deportivo Cuenca a subi une chute de niveau et après le départ de leur entraîneur. À la fin de la saison, il rejoint le Barcelona, où il a terminé sa carrière de footballeur. Il est le 4e meilleure buteur du championnat d'Équateur avec 154 buts.

### Équipe nationale
Ángel Liciardi est convoqué pour la première fois par le sélectionneur national Roque Máspoli pour un match amical face à l'Uruguay le 20 octobre 1976. 
Il compte 9 sélections et 7 buts avec l'équipe d'Équateur entre 1976 et 1977.

## Palmarès

### Distinctions personnelles
- Meilleur buteur du Championnat d'Équateur en 1972 (24 buts), 1974 (19 buts), 1975 (36 buts) et 1976 (35 buts)